# Casey Kisses
Casey Kisses (Hollywood, Florida; 23 de septiembre de 1989) es una actriz pornográfica transexual estadounidense.

## Biografía
Nació en la ciudad de Hollwood, ubicada en el condado de Broward (Florida) en septiembre de 1989. Comenzó su carrera en la industria como camgirl, con el sobrenombre de Casey Haze, en páginas como Streamates, Chaturbate o Imlive, después de un accidente automovilístico. Estuvo en este negocio durante cuatro años, tiempo que le permitió financiar su operación de reasignación de sexo.
Debutó como actriz pornográfica en 2016, a los 27 años de edad. Su primera escena fue con la también actriz transexual Korra Del Rio en la producción Online Friends Meet to Fuck para el estudio Two Girls.
Ha trabajado para otras productoras como Trans Angels, Third World Media, Pure Taboo, Evil Angel, Devil's Film, Mile High, Trans500, Grooby Productions, Pure Taboo, Gender X, Kink.com o Transsensual.
En 2018 recibió sus dos primeras nominaciones en los Premios AVN en las categorías de Artista transexual del año y a la Mejor escena de sexo transexual por Bang My Tranny Ass 15. Ese mismo año también fue nominada en los Premios XBIZ en la categoría de Artista transexual del año.
En enero de 2021 se alzó con el Premio XBIZ a la Artista transexual del año, revalidando el galardón en 2022. En 2022 también se conseguía alzar con su primer Premio AVN a la Artista transexual del año, en una edición en la que su película autobiográfica Casey: A True Story se llevó los premios a Mejor película transexual, la propia Kisses a la Mejor actuación dramática en película transexual, y a Mejor guion, en el que fue coguionista.
Ha rodado más de 390 películas como actriz.
Algunas películas suyas son Aubrey Kate Plus 8, Hot For Transsexuals 4, Menage A Tranny, My TS Stepsister, Rogue Adventures 45, T.S. I Love You, Trans Massage, Transsexual Addiction, TS Bad Girls 2 o TS Factor 6.

## Premios y nominaciones
| Año  | Ceremonia                  | Resultado | Premio                                           | Trabajo                             |
| ---- | -------------------------- | --------- | ------------------------------------------------ | ----------------------------------- |
| 2017 | Transgender Erotica Awards | Nominada  | Best Hardcore Perfomer                           | —                                   |
| 2017 | Transgender Erotica Awards | Nominada  | Best New Face                                    | —                                   |
| 2017 | Transgender Erotica Awards | Ganadora  | Stroker of the Year                              | —                                   |
| 2018 | Premios AVN                | Nominada  | Artista transexual del año                       | —                                   |
| 2018 | Premios AVN                | Nominada  | Mejor escena de sexo transexual                  | Bang My Tranny Ass 15               |
| 2018 | Transgender Erotica Awards | Nominada  | Best Hardcore Model                              | —                                   |
| 2018 | Transgender Erotica Awards | Nominada  | Best Internet Personality                        | —                                   |
| 2018 | Transgender Erotica Awards | Nominada  | Best Scene                                       | Pay Up, Casey                       |
| 2018 | Transgender Erotica Awards | Nominada  | Best Scene                                       | Transational Encounter              |
| 2018 | Transgender Erotica Awards | Nominada  | Best Solo Model                                  | —                                   |
| 2018 | Transgender Erotica Awards | Ganadora  | Cam Performer of the Year                        | —                                   |
| 2018 | Premios XBIZ               | Nominada  | Artista transexual del año                       | —                                   |
| 2018 | Premios XCritic            | Nominada  | Artista transexual del año                       | —                                   |
| 2019 | Premios AVN                | Nominada  | Artista transexual del año                       | —                                   |
| 2019 | Premios AVN                | Nominada  | Mejor escena de sexo transexual                  | TSPC: Transsexual Porn Channel      |
| 2019 | Premios AVN                | Nominada  | Premio fan: Mejor artista transexual             | —                                   |
| 2019 | Premios AVN                | Nominada  | Premio fan: Camtrans favorita                    | —                                   |
| 2019 | Premios XBIZ               | Nominada  | Artista transexual del año                       | —                                   |
| 2019 | Premios XRCO               | Nominada  | Artista transexual del año                       | —                                   |
| 2019 | Transgender Erotica Awards | Nominada  | Best Cam Model                                   | —                                   |
| 2019 | Transgender Erotica Awards | Nominada  | Best Hardcore Model                              | —                                   |
| 2019 | Transgender Erotica Awards | Ganadora  | Best Solo Model                                  | —                                   |
| 2019 | Transgender Erotica Awards | Nominada  | Best Solo Website                                | —                                   |
| 2019 | Transgender Erotica Awards | Nominada  | Mejor escena chico-chica                         | Active Booty                        |
| 2019 | Transgender Erotica Awards | Nominada  | Mejor escena chico-chica                         | Trans Pool Party                    |
| 2019 | Transgender Erotica Awards | Nominada  | Mejor escena chica-chica                         | Casey Kisses and Lena Kelly On Fire |
| 2019 | Transgender Erotica Awards | Nominada  | Mejor web de actriz                              | caseykissesxoxo                     |
| 2020 | Premios AVN                | Nominada  | Artista transexual del año                       | —                                   |
| 2020 | Premios AVN                | Nominada  | Mejor escena de sexo transexual en grupo         | Transfixed 3                        |
| 2020 | Premios AVN                | Nominada  | Mejor escena de sexo transexual en grupo         | Transsexual Fantasies Fulfilled     |
| 2020 | Premios XBIZ               | Nominada  | Artista transexual del año                       | —                                   |
| 2021 | Premios AVN                | Nominada  | Artista transexual del año                       | —                                   |
| 2021 | Premios AVN                | Nominada  | Mejor escena de sexo con transexual              | Quick Play                          |
| 2021 | Premios AVN                | Nominada  | Mejor escena de sexo transexual en grupo         | Meet My Old Roomate                 |
| 2021 | Premios AVN                | Nominada  | Mejor escena de sexo transexual en grupo         | The TransAngeles Motorcycle Club    |
| 2021 | Premios XBIZ               | Ganadora  | Artista transexual del año                       | —                                   |
| 2021 | Premios XBIZ               | Nominada  | Mejor escena de sexo transexual                  | Take a Ride on the Trans Train      |
| 2021 | Premios XBIZ               | Nominada  | Mejor escena de sexo transexual                  | Trans Lust                          |
| 2022 | Premios AVN                | Ganadora  | Artista transexual del año                       | —                                   |
| 2022 | Premios AVN                | Ganadora  | Mejor actuación dramática en película transexual | Casey: A True Story                 |
| 2022 | Premios AVN                | Nominada  | Mejor escena de sexo con transexual              | Trans Fluid                         |
| 2022 | Premios AVN                | Nominada  | Mejor escena de sexo transexual en grupo         | Casey: A True Story                 |
| 2022 | Premios AVN                | Nominada  | Mejor escena de sexo transexual en grupo         | Take a Ride on the Trans Train 2    |
| 2022 | Premios AVN                | Ganadora  | Mejor guion en película                          | Casey: A True Story                 |
| 2022 | Premios XBIZ               | Ganadora  | Artista transexual del año                       | —                                   |
| 2022 | Premios XBIZ               | Nominada  | Mejor actuación de reparto                       | Casey: A True Story                 |
| 2022 | Premios XBIZ               | Nominada  | Mejor escena de sexo transexual                  | My Best Friend's TS Sister          |
| 2022 | Premios XBIZ               | Nominada  | Mejor escena de sexo transexual                  | TS Adventures                       |
| 2022 | Premios XBIZ               | Ganadora  | Mejor escena de sexo transexual                  | TS Love Stories 6                   |
| 2022 | Premios XBIZ               | Nominada  | Mejor escena de sexo transexual                  | Trans Fluid                         |
| 2023 | Premios XBIZ               | Nominada  | Artista transexual del año                       | —                                   |